# Forget (álbum)
| Críticas profissionais | Críticas profissionais |
| Avaliações da crítica  | Avaliações da crítica  |
| Fonte                  | Avaliação              |
| ---------------------- | ---------------------- |
| Allmusic               | [ 1 ]                  |
| Pitchfork              | [ 2 ]                  |
| PopMatters             | [ 3 ]                  |
| NME                    | [ 4 ]                  |
| BBC                    | (positivo)             |

Forget é o álbum de estréia do cantor americano Twin Shadow. O álbum foi produzido no Brooklyn, Nova Iorque por Chris Taylor da banda Grizzly Bear.  Pitchfork Media colocou-o no número 26 em sua lista "The Top 50 Albums of 2010".

## Faixas
| N.º            | Título                | Duração |  |
| 1.             | "Tyrant Destroyed"    | 3:28    |  |
| 2.             | "When We're Dancing"  | 4:11    |  |
| 3.             | "I Can't Wait"        | 3:53    |  |
| 4.             | "Shooting Holes"      | 3:28    |  |
| 5.             | "At My Heels"         | 3:36    |  |
| 6.             | "Yellow Balloon"      | 4:22    |  |
| 7.             | "Tether Beat"         | 3:35    |  |
| 8.             | "Castles in the Snow" | 2:52    |  |
| 9.             | "For Now"             | 4:08    |  |
| 10.            | "Slow"                | 3:54    |  |
| 11.            | "Forget"              | 3:50    |  |
| Duração total: | Duração total:        | 41:17   |  |

## Pessoal
- Chris Taylor - produtor, mixer
- George Lewis Jr. - escritor, produtor, músico, fotografia
- Prince Language - produtor, adicional (em "Shooting Holes" e "Forget")
- Emily Lazar - masterização
- Joe Laporta - masterização
- Samantha West - cover fotografia